# Пау, Карлес
Карлес Пау-и-Эспаньоль (кат. Carles Pau i Espanyol, исп. Carlos Pau Español, 1857—1937) — испанский ботаник.

## Биография
Карлос Пау Эспаньоль родился 10 мая 1857 года в каталанском муниципалитете Сегорбе в семье Анхеля Пау Морро и Хосефы Эспальоль Мартинес. Учился в средней школе Сегорбе, затем поступил в Кастельонский институт. С 1876 года Карлес учился в Валенсийском институте, в январе 1879 года получил степень бакалавра. С 1878 также учился на факультете фармации в Барселонском университете. В 1883 году Пау перешёл в Мадридский университет, в феврале 1884 получил степень доктора за работу La familia de las Ranunculáceas considerada en sus relaciones con la Farmacia. Первые ботанические публикации Пау издавались в журнале La Asociación с 1884 года и были посвящены флоре Ольбы и близлежащих районов. Карлос принимал участие в создании 7 тома работы Франсиско Лоскоса Бернала Tratado de las plantas de Aragón. Карлос Пау совершал многочисленные поездки по Испании, весной 1921 года при поддержке Мадридского музея естественной истории он отправлялся на экспедицию в Марокко. Пау был знаком со многими известными испанскими ботаниками, в том числе с Фонт Кером, Вайредой, Кабальеро, Гонсалесом Фрагосо, Куатрекасасом и другими. Также он переписывался с Якобом Ланге, Морицем Вилькомом, Агостино Тодаро, Конрадом Христом, Франсуа Крепеном, Рихардом Веттштейном, Робером Шода, Рене Мэром, Чарльзом Лакайтой, Артуром Хиллом, Людвигом Дильсом, Борисом Федченко, Модестом Ильиным и другими биологами того времени. Карлес Пау издал более 100 научных публикаций в различных научных журналах, в том числе Actas de la Sociedad Española de Historia Natural, Cavanillesia, Boletín de la Sociedad Aragonesa de Ciencias Naturales, Butlletí de la Institució Catalana de Història Natural, Bulletin de l'Academie International de Géographie Botanique и Fedde’s Reppertorium. Пау Эспаньол скончался 9 мая 1937 года в Сегорбе.

## Род и некоторые виды растений, названные в честь К. Пау
- Paua Caball., 1916 [syn.  Andryala L., 1753]
- Aquilegia paui Font Quer, 1920
- Asperula paui Font Quer, 1920
- Centaurea paui Loscos ex Willk., 1892
- Erodium paui Sennen, 1927
- Halimium ×pauanum Font Quer, 1931
- Perralderia paui Font Quer, 1929
- Quercus ×paui C.Vicioso, 1950
- Reseda paui Valdés Berm. & Kaercher, 1984
- Scilla paui Lacaita, 1928
- Sideritis ×paui Font Quer, 1922